# 戴尔格林
《Dhalgren》（《代尔格林》）是撒繆爾·R·狄蘭尼于1975年写的一部长篇科幻小说。自在在美国发行起已卖出了超过一百万本。其书自发行起便颇受争议，被同时誉为“当代最杰出的科幻小说”和“难以阅读的垃圾”。这本书涉及的主题十分广泛，包含了宗教，神话，同性恋，双性恋等。同时，作者Delany运用了现代主义的意识流手法，塑造了十分复杂的故事结构，也因此给读者造成了不小的阅读障碍。让《Dhalgren》成为如乔伊斯的《尤利西斯》一般需要深度分析的一部作品。

## 世界观与故事结构
Dhalgren的世界观是基本架空的，所有故事发生在一个叫做Bellona的虚构美国都市里。在这个城市里，不仅主人公患有精神分裂症，大部分出场的角色都有不同程度的异常。全书的情节围绕主人公Kid的人生经历展开，讲述了他从一个流浪汉成为一个名叫Scorpio的黑帮首领的过程。而故事的高潮则围绕Kid手上的笔记本发生：Kid在故事中间读了笔记本上的结局，而全书的结局与笔记本上所记录的结局一模一样，充满了Kid自我创作的风格。
作者在此向读者提出了一个问题：到底是Kid写了这个故事，还是这个故事早就存在于Kid出现之前？Delany构造了一个“莫比乌斯环”一样的故事结构，让这个虚构的Bellona世界没有起点也没有终点。

## 情节与神话的关系
与乔伊斯的《尤利西斯》相似，Dhalgren大量运用了希腊罗马神话中的典故，这大量体现在人物命名，角色关系到情节设计等方面。如故事开头的“入城仪式”就仿照了希腊神话里阿波罗与达芙妮的情节。Bellona这个城市名本身就来自罗马神话中的女战神贝罗纳。而主人公Kid所加入的黑帮”Scorpio”也与天蝎座的神话有相同的起源。不过纵然本书与神话之间的联络密切，Dhalgren并不能被因此就认定是一本神话小说。借用神话典故去影响意识流情节的发展，一定程度上也许是受了弗洛伊德的影响。

## 文学价值
作为Delany最有名的作品，Dhalgren所受到的评价却是毁誉参半。非线性的情节，不稳定的人物叙述视角，色彩鲜明的性场景描写都给这部作品带来了很多争议。也有人将此作品与《万有引力之虹》作比较，并不是因为其两者之间的风格有何类似，而是因为这两部作品所呈现出的惊人复杂性与野心。
Umberto Eco将这部Dhalgren誉为“开创了一种新的文学体裁”。同时，它也被西奧多·史特金誉为“科幻界的文学里程碑”。然而另一方面，诸如PhilipDick和Harlan Ellision等作家则在报纸上批评这部作品太难读，“读到361页就再也读不下去了！（全书879页）”“只能作为用来砸墙的板砖。”等等。

## 出版历程
因为一些技术问题，Delany交稿之后只有三天时间进行校对，所以一经发表便被爆出有上千个错误，而出版社只得一点点的再版校对。目前最完整准确的版本是Vintage Books出版社的，但它们也仍然在犯着一些作者认为很明显的低级错误。标点符号的误用导致句子意义上的完全改变。总而言之Dhalgren是一本很有挑战性的书。

## 标题来源
Dhalgren很可能是书中第六章出现的一个名为William的男人的姓，但这种说法只在文中出现过一次，并未被强调。
Dhalgren也可被解释为”grendal”重复之后的主人公Kid的错觉。”gren” + “dal” 约等于 “Dhal” + “gren”。这里的首位互换也暗示了文章本身的循环性，这种技法是Delany常用的手法，曾在他的另一部作品Empire Star中出现过。